# Blaptica dubia
Blaptica dubia är en kackerlacksart som först beskrevs av Jean Guillaume Audinet Serville 1839.  Blaptica dubia ingår i släktet Blaptica och familjen jättekackerlackor. Inga underarter finns listade.

## Bildgalleri

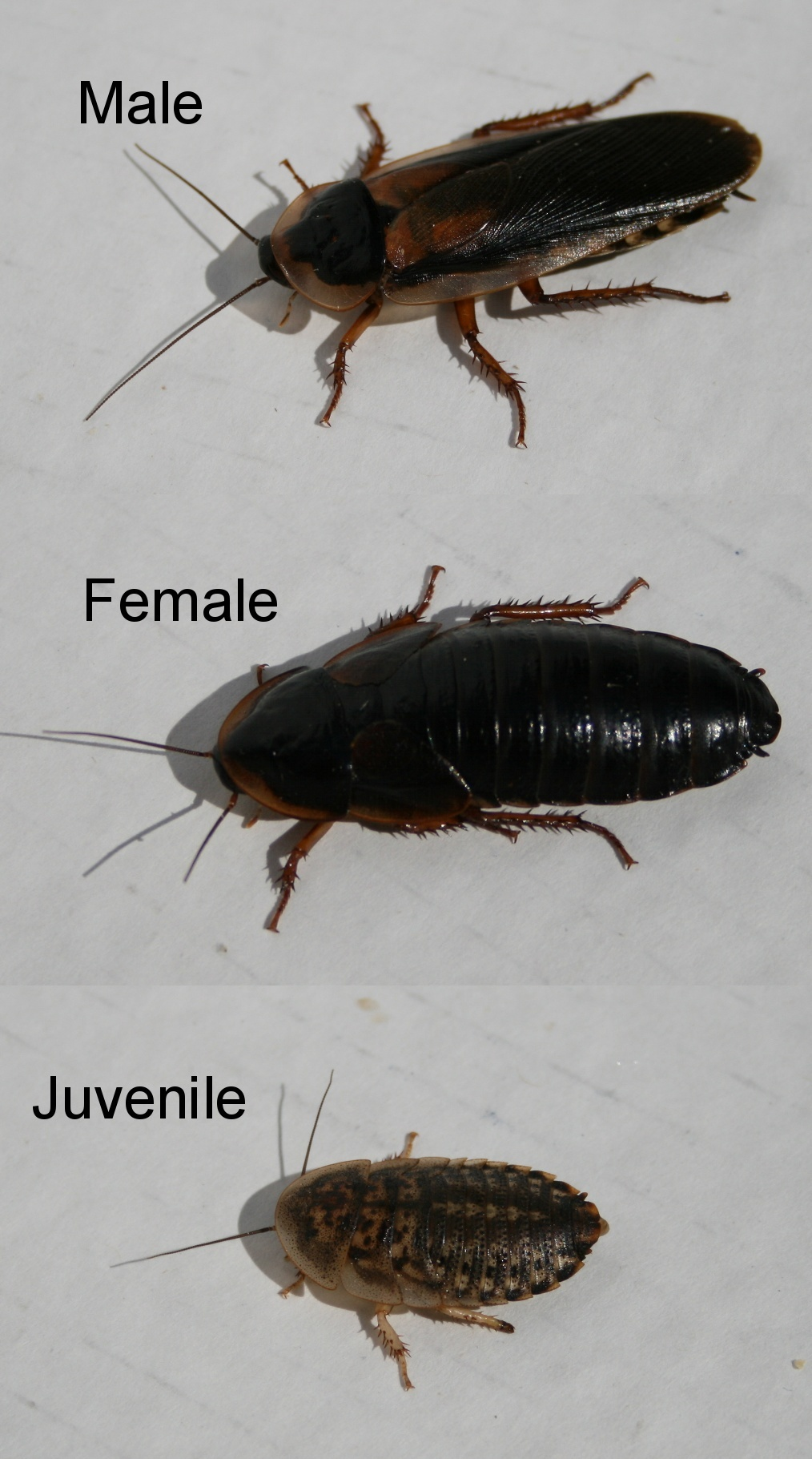